# Benedetto Croce
Benedetto Croce (kiejtése [beneˈdetto ˈkrɔːʧe], Pescasseroli, 1866. február 25. – Nápoly, 1952. november 20.) olasz idealista, eszmeileg Hegelhez közel álló filozófus, történész, politikus, irodalomkritikus és író, a 19. századi olasz liberalizmus és újidealizmus fő ideológusa.

## Életpályája
Abruzzói és campaniai gyökerű, hagyományosan katolikus családban született, s bár kamaszkorában szakított a vallással, annak hagyományos rítusait élete végéig megtartotta. 1883-ban, tizenhét éves korában szüleit egy földrengés során elvesztette. Silvio nagybátyja kulturális köreiben módjában állt olyan fontos politikai és értelmiségi férfiakkal találkozni, mint Antonio Labriola, aki bevezette őt a marxizmus eszmekörébe. Bár beiratkozott a Nápolyi Egyetem jogi karára, Rómában Labriola erkölcsfilozófiai előadásait hallgatta. Egyetemi tanulmányait sosem fejezte be, de lelkesedett a műveltség és a filozófia iránt, elhanyagolva a hegeli gondolatot, amelynek érthetetlen formáját kritizálta. Rómát elhagyva, 1886-ban visszatért Nápolyba, ahol megvette Giambattista Vico nápolyi filozófus házát, aki bizonyos értelemben beléje plántálta saját bölcseletét. 1890-ben a Kilenc múzsa társasága (Società dei Nove Musi) megalapítói között értelmiségi díszvacsorát adott.

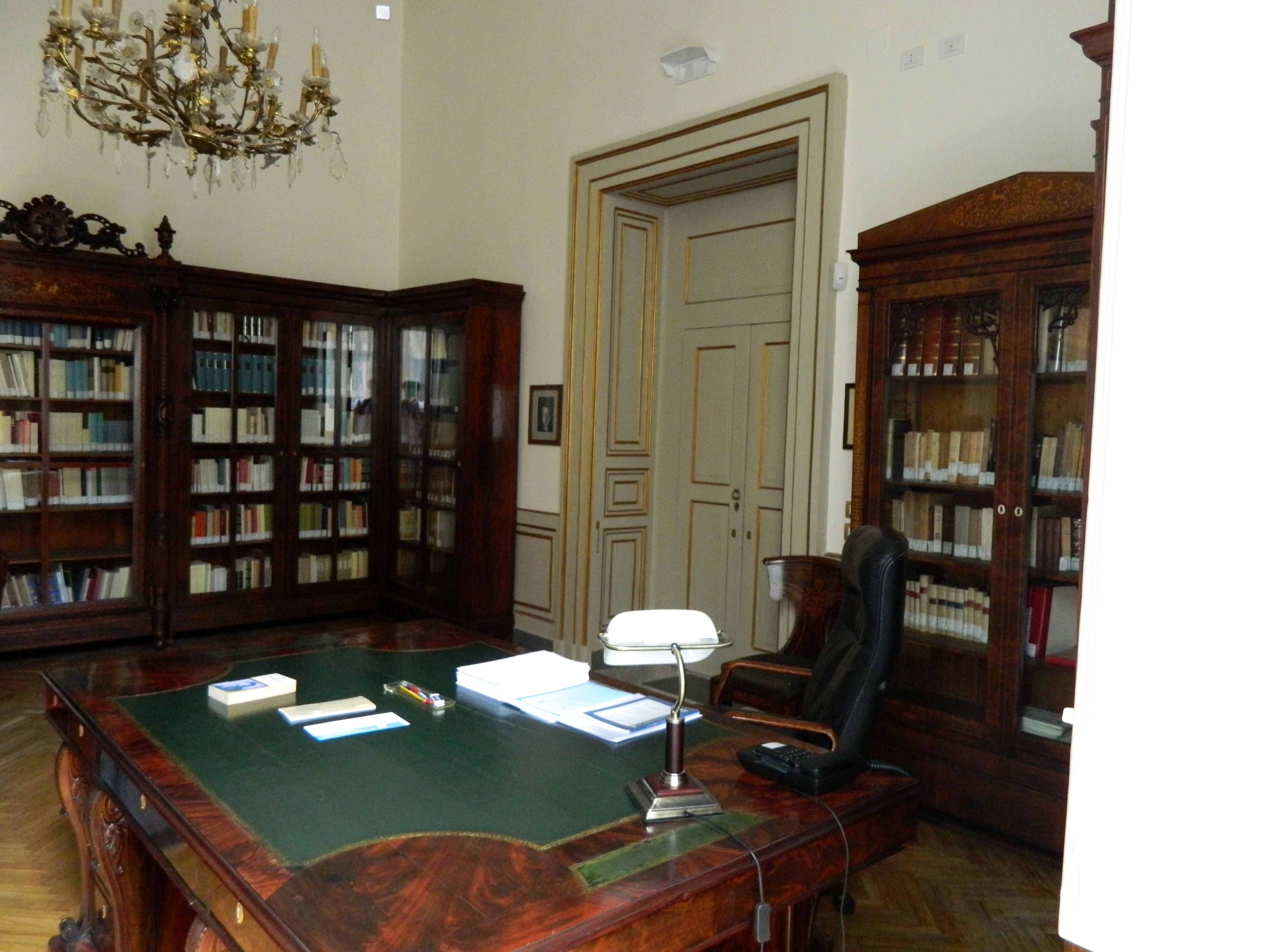
Dolgozószobája

Számos utazást tett Spanyolországba, Németországba, Franciaországba és Angliába miközben műveltségében egyre nagyobb szerepet kaptak történelmi és irodalmi tanulmányai. Különösen Giosuè Carducci költészete és Francesco De Sanctis művei. 1895-ben, Labriolával újra kapcsolatba lépett, a marxizmus iránt érdeklődve, annak történelmietlen kapitalizmusszemléletét viszont bírálva. Marxétól egyre inkább Hegel filozófiája felé orientálódott. 1922-ben még lelkesedett Mussoliniért, ám később a olasz fasizmust az erkölcs betegségének nevezte.

## Nézetei
A hegeli dialektika ellentéteinek szintézise helyett a különbözőségek szintéziséről ír, melyekben megőrződik a különbözőség is. Filozófiáját maga a „szellemi filozófiájának” nevezte, melyben az egyedüli valóságosan létező a szellem, a fizikai világ nem több a tudat konstrukciójánál. A szellemi megismerés négy fajtáját különbözteti meg: az esztétika, a logika, a gazdaság és az etika szféráját. A szellem tevékenységét időben kibontva a történelem írja le, így a filozófia maga is történelem – a történelem leírása csak a filozófiai kategóriák segítségével lehetséges. A szellem története végtelen fejlődés, mely abszolút és idővel felváltja a vallást. Croce leginkább lényeges művei az esztétika területén jelentek meg. Az igazi műalkotás a szerinte a művészben élő kép, aminek fizikai megvalósulása azt mintegy örökkévalóvá teszi, befogadói pedig rajta keresztül reprodukálják, újraalkotják. A művészet alapvetően szellemi tevékenység, alkotás. A szépség fogalma azonos a kifejezéssel: a szépség csak a műalkotásokban nyilvánulhat meg. Természeti szépség nem létezik, bár a természet képes arra, hogy a szemlélőből esztétikai képet hozzon létre.

## Magyarul
- A tiszta intuició és a művészet lírai jelleme; ford. Kiss Ernő; Stief Ny., Kolozsvár, 1912
- Esztétika. Elmélet és történet; ford. Kiss Ernő; Rényi, Bp., 1915
- Az aesthetika alapelemei; ford. Farkas Zoltán; Franklin, Bp., 1917 (Kultúra és tudomány)
- A politika elemei; ford. Révay József; Franklin, Bp., 1926 (Kultúra és tudomány)
- Történelem és szabadság; ford. Biró Pál, Kinszki Imre, sajtó alá rend. Csécsy Imre; Századunk, Bp., 1940
- A szellem filozófiája. Válogatott írások; vál., bev., jegyz., bibliográfia Kaposi Márton, ford. Csala Károly, Rozsnyai Ervin; Gondolat, Bp., 1987 (Gondolkodók)
- A szabadság hitvallása; ford. Bíró Pál, Kinszki Imre; Kossuth, Bp., 1990